# Vodní tvrz Svinov
Vodní tvrz Svinov byla připomínána v roce 1553, po roce 1573 jako tvrz ztratila význam a zanikla jako šlechtické sídlo. Nadále byla používána jako hospodářská budova, sklad.

## Historie
Tvrz byla součásti vesnice Svinov, která byla poprvé zmiňována v roce 1265 v listině biskupa Bruna ze Schauenburku, kdy se vesnice nazývala Schonnebrunne. Dále pak v roce 1270 v listině Přemysla Otakara II., kdy král potvrdil majetek cisterciáckému klášteru ve Velehradě.
Tvrz byla postavena v blíže neurčeném roce, na levé straně říčky Porubky, na části vesnice, které se říkalo Velká Strana. Jména prvních držitelů této části vesnice se nedochovaly. V polovině 16. století, mezi léty 1553–1555, zde byl uváděn Petr Bzenec z Markvartovic, po něm pak jeho synovec Ondřej Bzenec z Markvartovic. Tvrz se stala součásti klimkovického panství a tím její význam upadl.
Po Ondřeji Bzencovi tvrz a ves držel Kryštof Bzenec, dále Jindřich Vanecký z Jemničky (1599), Skrbenští z Hříště a Oppersdorfové (1689), kteří vše prodali Jindřichovi Vilémovi Wilczkovi z Dobré Zemice.

## Současnost
Tvrz se nachází na ulici: Nad Porubkou 1190/1C, 721 00 Ostrava-Svinov.
V roce 2019 byl objekt v držení dvou fyzických osob a sloužil jako příležitostný sklad. Dle ČUZK se jedná o menší chráněné území.